# Cerro de la Viga
Cerro de la Viga är ett berg i Mexiko.   Det ligger i kommunen Arteaga och delstaten Coahuila, i den centrala delen av landet, 700 km norr om huvudstaden Mexico City. Toppen på Cerro de la Viga är 3 600 meter över havet.
Terrängen runt Cerro de la Viga är bergig åt sydost, men åt nordväst är den kuperad. Runt Cerro de la Viga är det glesbefolkat, med 9 invånare per kvadratkilometer. Närmaste större samhälle är El Tunal, 11,6 km nordväst om Cerro de la Viga. I omgivningarna runt Cerro de la Viga växer huvudsakligen savannskog.